# Бангпутис
Бангпути́с (лит. Bangpūtys) — литовский и прусский бог морских бурь, штормов, ветра и волн.
Имя означает «Веющий на волны». В XVIII веке считался богом моря и сравнивался с Нептуном. Чаще всего изображался в виде большекрылого ангела. Чтобы на море не было штормов, ему обычно приносили в жертву солому.
Иногда называется другим именем Веядевис (лит. Vėjadievis). Возможно, идентичен Вейопатису.